# Molí de Can Mas
El Molí de Can Mas és una obra del municipi de Tordera (Maresme) inclosa en l'Inventari del Patrimoni Arquitectònic de Catalunya.

## Descripció
Des del veïnat de Can Capità, resseguir la pista que s'enfila cap al Sot del Salt fins a creuar per segon cop la riera. El molí queda a la riba esquerra